# 霄裡玉元宮
玉元宮，原名三元宮，為主祀玉皇上帝與三官大帝之廟宇，位於臺灣桃園市八德區霄裡地區的長興路底。現任主委段樹文先生。

## 早年
據記載，本廟於清高宗乾隆十六年歲次辛未年（1751年）開基立廟，當代歲荒欠收，為祈求平安、豐收而建立。
台灣日治時期大正四年（1915年）集資改建，並增祀玉皇大帝，並同奉為主神，而改名為玉元宮。
1990年代增建三層後殿，供奉太歲星君、天上聖母、文昌帝君、註生娘娘及觀音菩薩神像；是此地的信仰中心。

## 近況
- 2006年：依法完成寺廟登記，並成立管理委員會，委員共計卅六人，設主任委員、副主任委員、總幹事各一人。
- 2011年：11月13日至20日期間，舉辦建廟二百六十週年慶典活動，特別於19、20兩日與北港朝天宮天上聖母娘娘一同聯合舉辦祈福遶境，在19日由中壢市入境，至八德市霄裡玉元宮安座，隔日經由桃園市出境。
- 2019年4月：由於廟宇長年未整修，經勘查，發現多數梁柱已被白蟻及蛀蟲侵蝕，決定拆除重建。工程雖拆除百年歷史之前殿部分建築，但也有保留原始文物、部分梁柱，以及古物陳列展覽區域等。
- 2020年12月：前殿整修完工，並於月底31日舉行入火安座儀式。[註 1]

## 代表活動
- 天公生（農曆正月初九）
- 元宵節（農曆正月中、乞龜活動）
- 中元普渡大拜拜（農曆七月半、神豬比賽）

## 圖片輯

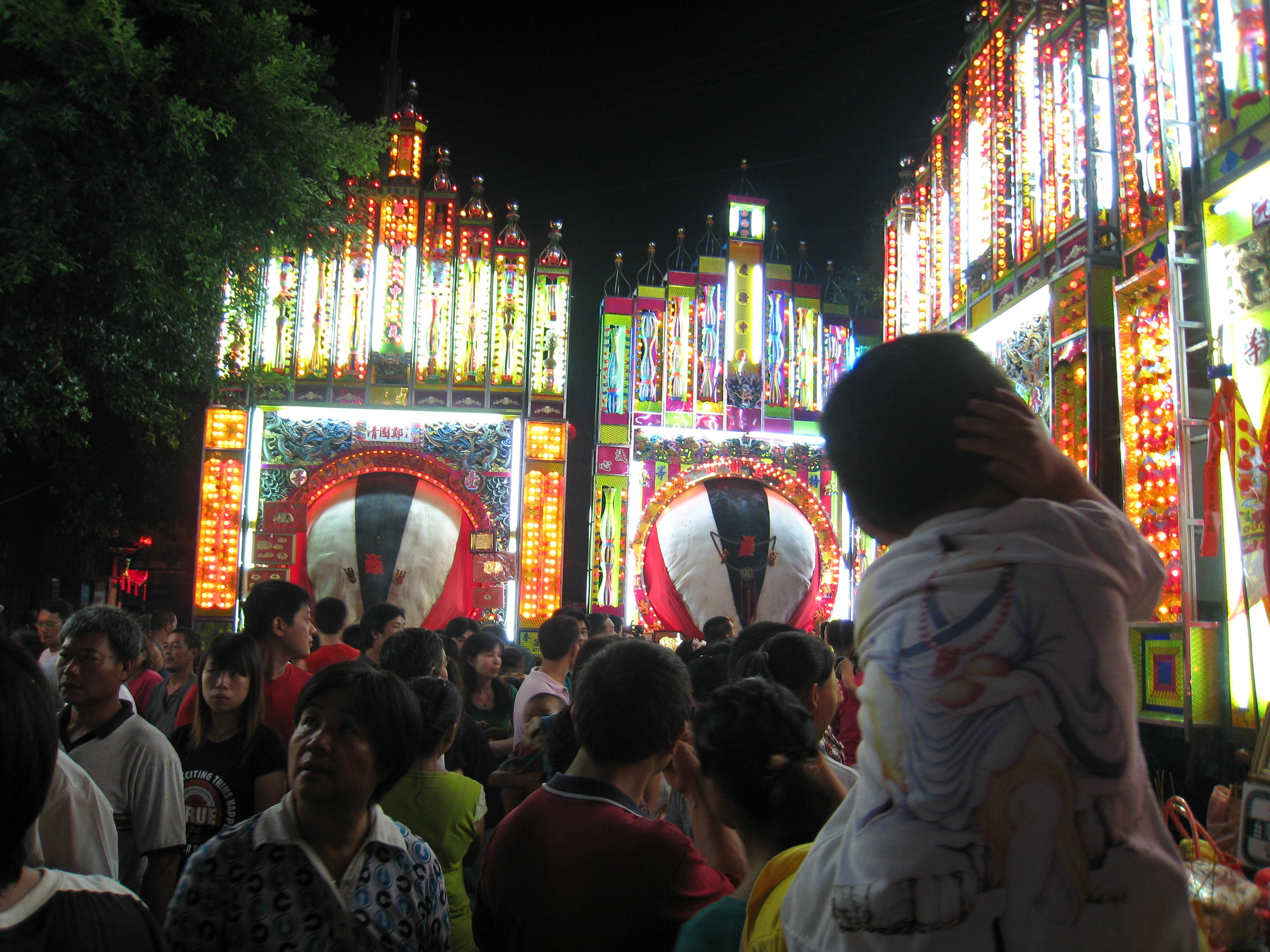
中元普渡的神豬大賽
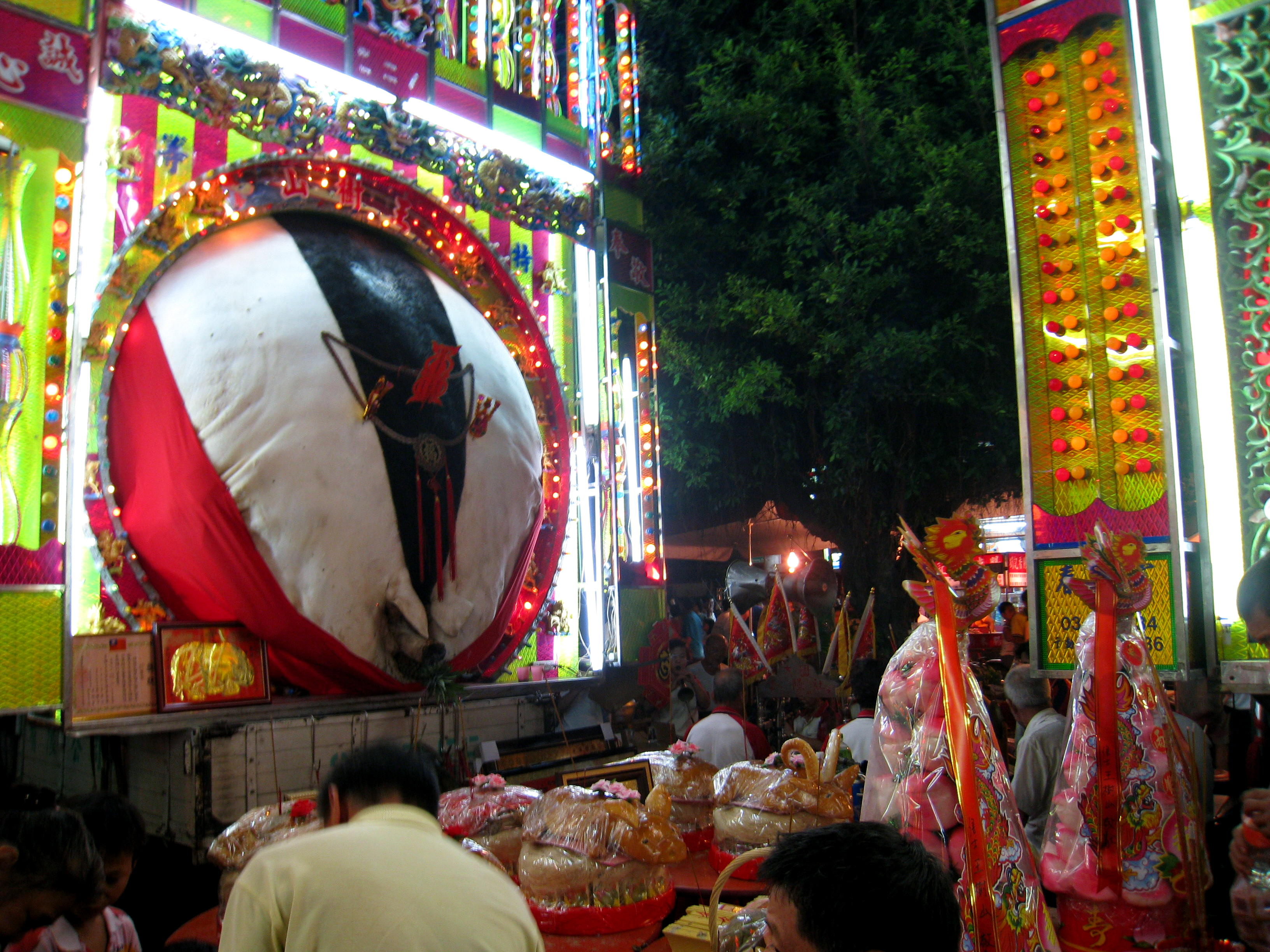
中元普渡的神豬、金牌與祭品
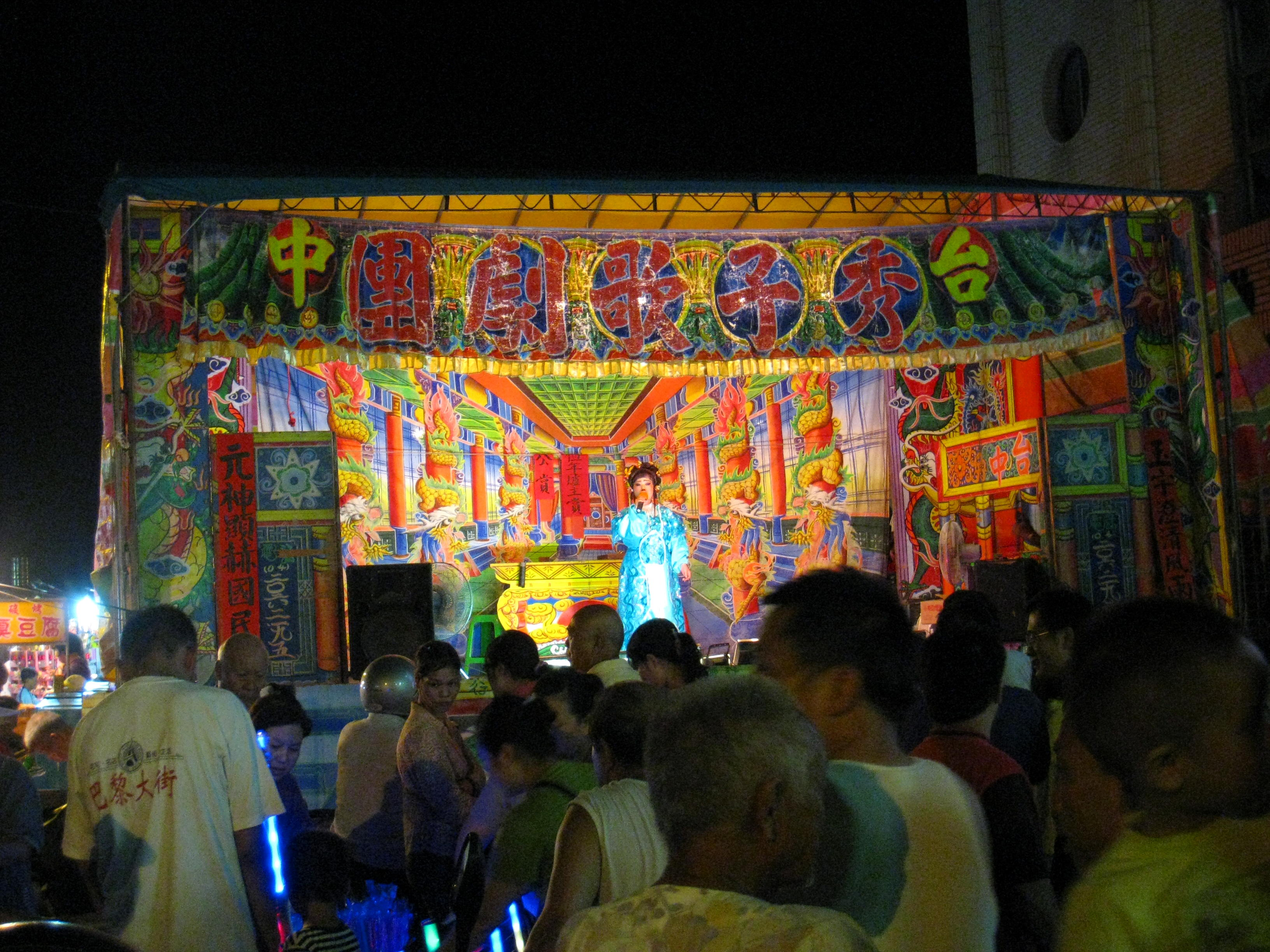
中元普渡的野台歌仔戲
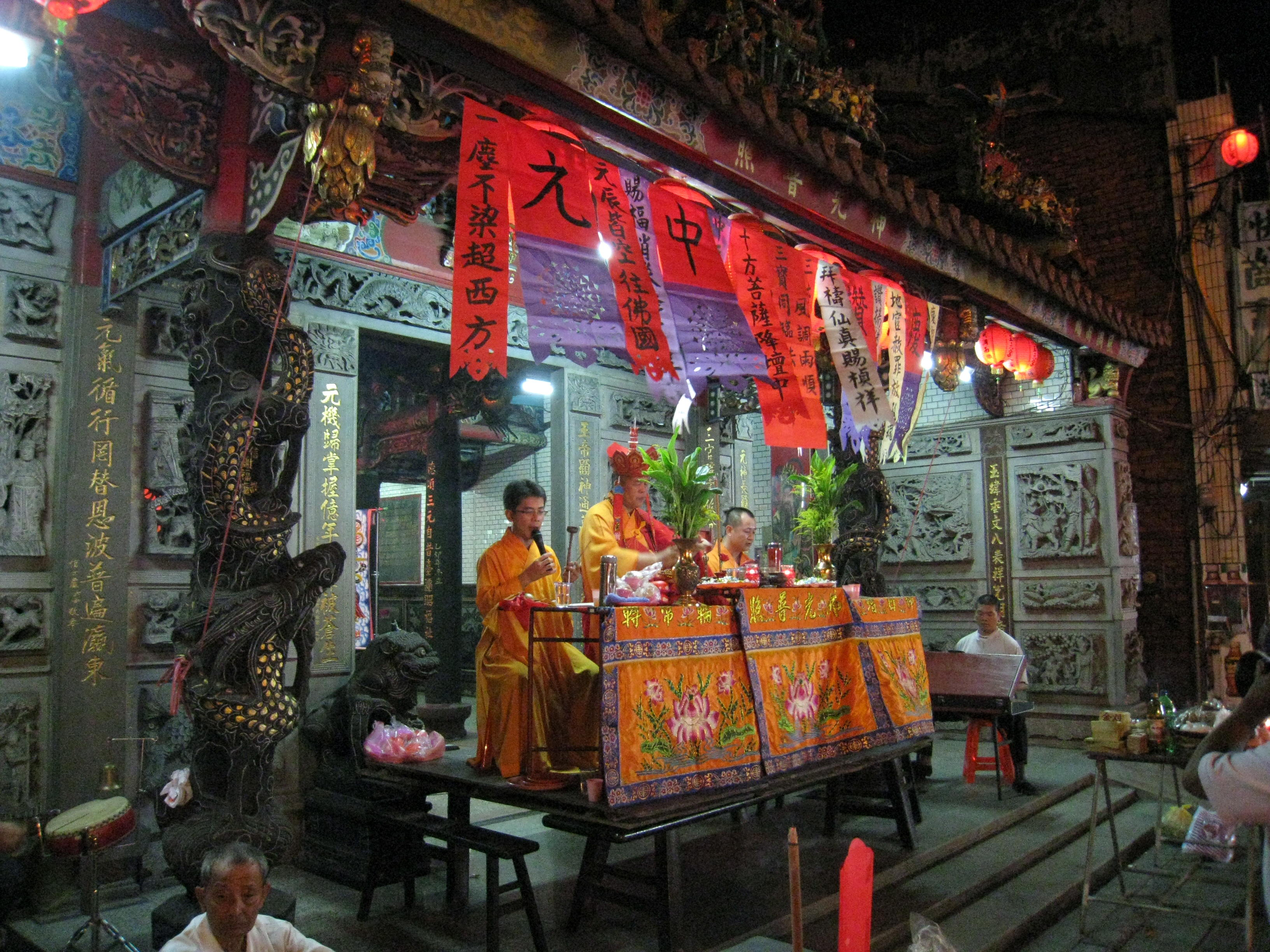
玉元宮在中元節舉辦的法會

## 外部連結
- 霄裡玉元宮官方網站 （页面存档备份，存于）
- 霄裡玉元宮官方粉絲專頁 （页面存档备份，存于）